# Wybuch gazu w Magnitogorsku
Wybuch gazu w Magnitogorsku – katastrofa, która miała miejsce 31 grudnia 2018 roku w bloku przy ulicy Karola Marksa 164 w Magnitogorsku. W wyniku wybuchu gazu zawaliła się część budynku mieszkalnego, a śmierć poniosło 39 osób.
Wielorodzinny blok mieszkalny, który ucierpiał w wyniku wybuchu, został wybudowany w 1973, posiadał 9 pięter, 12 klatek schodowych i 623 mieszkania. Eksplozja gazu pozbawiła dachu nad głową co najmniej 110 osób, których mieszkania znajdowały się pomiędzy szóstą i siódmą klatką schodową (48 mieszkań).
W akcji ratunkowej uczestniczyło ponad 1300 ratowników. Zwłoki ostatniej ofiary wydobyto spod gruzów 3 stycznia 2019 roku. Na miejscu katastrofy pojawił się m.in. prezydent Rosji Władimir Putin. 2 stycznia 2019 roku ogłoszono dniem żałoby w obwodzie czelabińskim.